# Henotesia menamena
Henotesia menamena är en fjärilsart som beskrevs av Paul Mabille 1877. Henotesia menamena ingår i släktet Henotesia och familjen praktfjärilar. Inga underarter finns listade i Catalogue of Life.